# بييلاي
بييلاي (بالبوسنوية: Bjelaj)‏ هي قرية في البوسنة والهرسك. وهي تقع على أراضي بلدية بوسانسكي بتروفاتس التابعة لكانتون يونا-سانا في اتحاد البوسنة والهرسك. طبقا لنتائج تعداد البوسنة عام 2013 فقد كان عدد سكانها 106 نسمة.

## التاريخ
يقع على أراضي القرية حصن ذكر لأول مرة في عام 1495؛ وهو مدرج في قائمة الآثار الوطنية للبوسنة والهرسك.

## التركيبة السكانية

### التطور التاريخي للسكان
| 1961 | 1971 | 1981 | 1991 | 2013 |
| ---- | ---- | ---- | ---- | ---- |
| 333  | 355  | 288  | 187  | 106  |

### المجتمع المحلي
في عام 1991 كان المجتمع المحلي للقرية يتألف من 626 نسمة، هم موزعون على النحو التالي:

## وصلات خارجية
- (بالإنجليزية) Maplandia